# Kalac Radio
Kalac Radio est une station de radio culturelle privée basée en Guinée dans la capitale (Conakry). La station est surtout écoutée à Conakry et en province grâce au satellite.
C'est une filiale du groupe Hadafo Médias qui fait la promotion de la musique guinéenne,.

## Historique

### directeur
| N° | Prénoms et nom  | Début | Fin      |
| -- | --------------- | ----- | -------- |
| 01 | Ibrahima Diallo | 2025  | En cours |

## Prix et reconnaissances
- 2019 : Meilleure Radio musicale lors des VDMG,
- 2020 : Meilleure Radio musicale lors des VDMG,
- 2021 : Meilleure Radio musicale lors des VDMG,